# Kvarven Fort

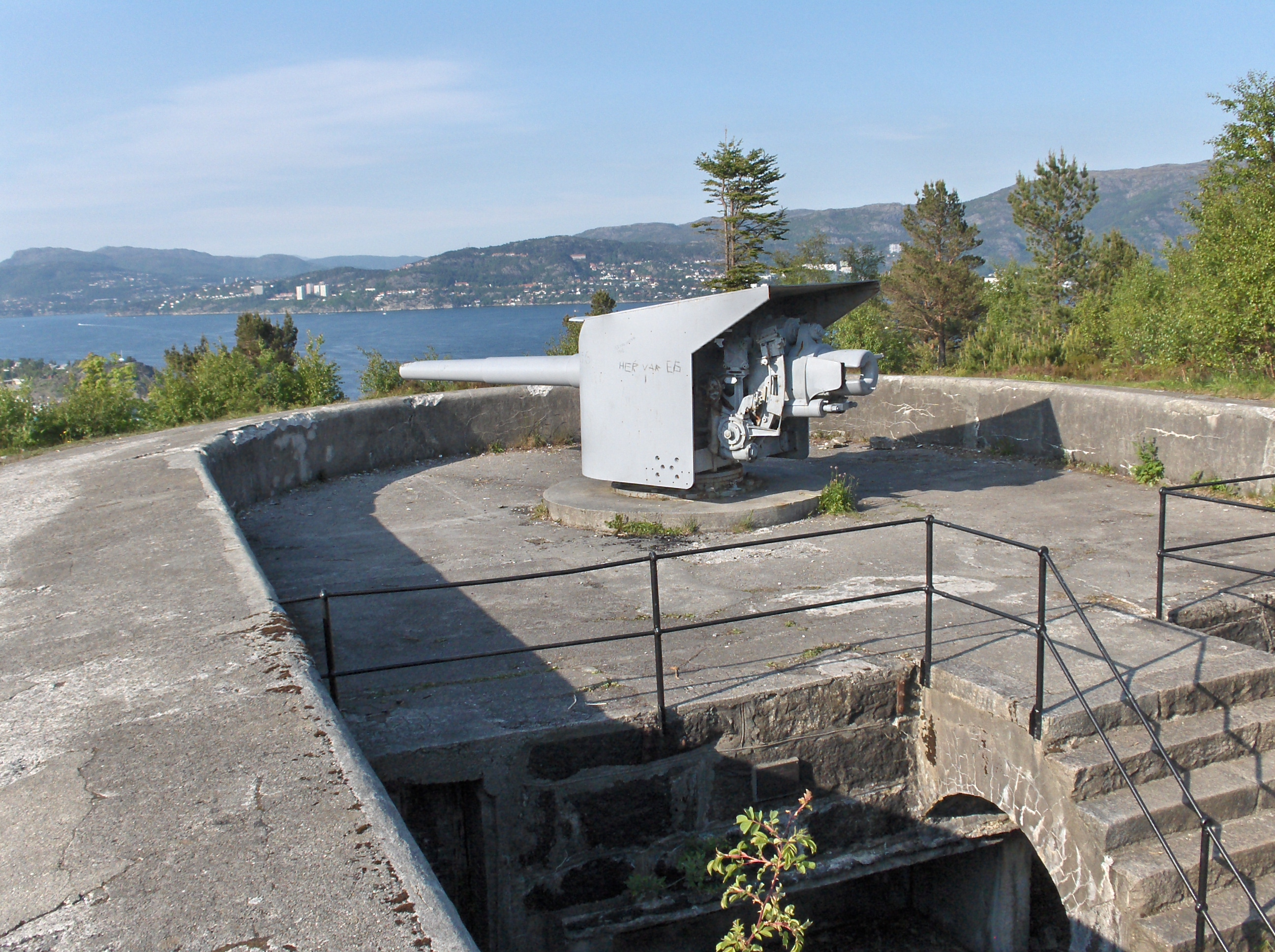
Blick von einer Geschützstellung auf Bergen

Kvarven Fort war eine Befestigungsanlage, die strategisch gelegen am Byfjorden die Hauptzufahrt zum Hafen von Bergen in Norwegen sicherte.

## Aufbau
Gegen Ende des 19. Jahrhunderts kam es zu einer zunehmenden Verschlechterung in den Beziehungen zwischen Norwegen und Schweden, die seit 1814 in Personalunion regiert wurden. Viele Norweger forderten die Unabhängigkeit für ihr Land. Für den Fall einer gewaltsamen Auflösung der Schwedisch-Norwegischen Union wurden entlang der Küste Verteidigungsanlagen errichtet. In Bergen entstanden mehrere Festungen. Diese sollten den Hafen und die bedeutenden Marineanlagen am Marineholmen und Wallemsviken vor Angriffen der schwedischen Marine schützen. Kvarven war eine dieser Festungen, zusammen mit der Festung Hellen und Geschützbatterien in Sandviken. Als Standort wurde die nördliche Seite des Felsplateaus Kvarven gewählt, ca. 3,5 km westlich von Bergen. Diese Position bot einen guten Überblick über Bergen und die dorthin führenden Wasserwege.
Als Hauptbewaffnung waren drei 21-cm-Haubitzen L/14 St. Chamond vorgesehen. Diese besaßen eine Reichweite von 16.000 m.
Die Bauarbeiten am Kvarven-Fort begannen im Jahr 1885. Auf der Nordseite des Plateaus, dem Fjord zugewandt, entstanden unter anderem drei offene Geschützbettungen und die notwendigen Versorgungsgänge und Unterstände, allesamt in damals moderner Betonbauweise, dahinter weitere Versorgungsbauten. Schutzräume wurden in den felsigen Untergrund getrieben. 1898 erwarb die Armee die nahegelegene Farm Bakke und wandelte das herrschaftliche Hauptgebäude in eine Kommandantur um. Die Bauarbeiten an der Batterie waren im Jahr 1899 abgeschlossen und die Geschütze einsatzbereit. 1902 wurde eine zusätzliche Torpedobatterie in Dienst gestellt. Dank dieser Bewaffnung war Kvarven eine für ihre Zeit sehr moderne Festung. Sie kam aber aufgrund der friedlichen Auflösung der Personalunion mit Schweden im Jahr 1905 nicht wie vorgesehen zum Einsatz.

## Erster Weltkrieg
Norwegen blieb während des Ersten Weltkriegs neutral. Um diese Neutralität zu gewährleisten, blieb Kvarven Fort während des Konflikts in voller Mannschaftsstärke besetzt.

## Zweiter Weltkrieg

### Operation Weserübung
Auch während des Zweiten Weltkrieges bestand Norwegen darauf, seine Neutralität zu wahren. Kvarven Fort war zu dieser Zeit von 312 Mann besetzt (33 Offiziere und 279 Mannschaften), deren Durchschnittsalter bei rund 40 Jahren lag.
Unter dem Decknamen Operation Weserübung begann dennoch am 9. April 1940 die militärische Besetzung des Landes durch die Deutsche Wehrmacht.
Der Küstenabschnitt Bergen fiel in den Bereich der Kriegsschiffgruppe 3 der Kriegsmarine. Teil der Kriegsschiffgruppe waren die Leichten Kreuzer Königsberg und Köln, die rund 1.900 Soldaten des Heeres und der Marineartillerie an Bord hatten. Diese sollten bei Bergen an Land gebracht werden, um die Stadt zu besetzen und einen Brückenkopf errichten. Am Morgen des 9. April begann die Kriegsschiffgruppe den Byfjord Richtung Bergen anzusteuern. Dieser führte den Verband zwangsläufig durch den Wirkungsbereich von Kvarven Fort.
Die ersten Schiffe der Invasionsflotte entgingen einem Beschuss durch die Batterie, da man die bewaffneten Vorpostenboote Schiff 9 und Schiff 18 für unbewaffnete Handelsschiffe hielt und passieren ließ.
Gegen 3:58 Uhr morgens passierte ein weiterer Teilverband die Batterie, wobei Kvarven mehrere Schüsse auf den Leichten Kreuzer Köln und zwei begleitende Schnellboote abfeuerte. Anstatt das Feuer zu erwidern, sendeten die Schiffe eine in Englisch gehaltene Morsenachricht an die Festung, die „Stop shooting“ (Feuer einstellen) lautete. Den Schiffen gelang die Passage, ohne Schaden zu erleiden.
Erst die dritte Welle von einfahrenden deutschen Schiffen wurde von der Festung wirksam unter Beschuss genommen. Zuerst wurden zwei Treffer auf das Artillerieschulschiff Bremse erzielt, anschließend ein weiterer Treffer auf das Schnellbootbegleitschiff Carl Peters. Bei letzterem wurden mehrere Heeressoldaten durch Splitter verwundet oder getötet. Beide Schiffe waren gezwungen, den Durchbruchsversuch zum Hafen Bergen abzubrechen. Anschließend versuchte der Kreuzer Königsberg durchzubrechen, wurde jedoch dabei von drei Granaten getroffen: eine unterhalb der Wasserlinie, eine auf das Deck und die dritte auf die Kommandobrücke. Die Königsberg entging der Versenkung aufgrund ihres eigenen Beschusses gegen Kvarven Fort und massiver technischer Probleme auf der Festung selbst. Aufgrund der Schäden konnte die Königsberg nach erfolgter Absetzung der Truppen in Bergen nicht nach Deutschland zurückkehren, sondern verblieb im Hafen. Am folgenden Tag wurde der Kreuzer bei einem Angriff britischer Sturzkampfbomber stark beschädigt und versank infolge dieser Schäden am Skoltegrundkai.
Nach der Anlandung der ersten deutschen Truppen griff ein Truppenkontingent die Geschützbatterie an. Kvarven kapitulierte gegen 7:00 Uhr morgens nach einem kurzen Infanteriegefecht zwischen den deutschen Landungstruppen und den mit Krag-Jørgensen-Gewehren ausgerüsteten Geschützmannschaften der Festung.
Die Torpedobatterie Kvarven ergab sich kampflos, nachdem der Abschuss von Torpedos wegen eines Mangels sowohl an Zündern als auch Gyroskopen nicht erfolgt war.
Das am Morgen ausgelaufene Torpedoboot Brand verfügte dagegen über voll funktionsfähige Torpedos. Es befand sich in einer ausgezeichneten Schussposition in der Gravdalsviken-Bucht, die sich an die Landzunge schmiegte, auf der sich das Kvarven Fort befand. Von dort aus lagen die in den Fjord einfahrenden deutschen Schiffe in einer Schussentfernung von rund 700–1000 Metern, was die Möglichkeit für einen Abschuss mindestens eines feindlichen Schiffes wahrscheinlich machte. Jedoch entschied sich der Kommandant des Schiffes aus ungeklärten Gründen dazu, keine Torpedos abzufeuern und die Brand stattdessen aufzugeben. Kurz darauf wurde das Schiff von Soldaten der Kriegsmarine erbeutet. Die Brand wurde in den folgenden Tagen mit Erfolg von der deutschen Kriegsmarine eingesetzt und entging in dieser Zeit mehreren Luftangriffen, da der Verlust des Schiffes den Alliierten nicht bekannt war.
Nach der Kapitulation Norwegens fand das Schiff weiterhin Verwendung in der Kriegsmarine.

### Unter deutscher Besatzung
Nach der Kapitulation Norwegens wurde die Festung durch Personal der deutschen Kriegsmarine besetzt und unter dem Namen Kvarven I (zur Unterscheidung von der bestehenden Torpedobatterie Kvarven) in den Verteidigungsring der Festung Bergen integriert.
Ab März 1940 stand das Fort unter dem Befehl der 1. Batterie / Marine-Artillerie-Abteilung 504 der Artillerie-Gruppe Bergen. Die bisherige Kommandantur in der Farm Bakke wurde als Stabsquartier der M.A.A. 504 verwendet. In dieser Zeit wurde die bestehende Festung modernisiert und umfassend erweitert. So wurden mehrere Ringstände (Tobruk-Stand) für Maschinengewehre zur Nahverteidigung errichtet und ein Minenfeld angelegt. Außerdem wurde im Laufe des Krieges auf dem Gelände eine weitere Geschützbatterie mit drei 24-cm-Haubitzen L/12,7 St. Chamond als Kvarven III in Dienst gestellt. Diese Batterie unterstand der 2. Batterie / Marine-Artillerie-Abteilung 504.
Bei Kriegsende 1945 war Kvarven I eine von zwölf Geschützbatterien der M.A.A. 504 im Raum Bergen.

#### Zwangsarbeit und Kriegsverbrechen
Beim Um- und Ausbau der Batterien griffen die Besatzungstruppen sowohl auf regionale Arbeitskräfte als auch auf Kriegsgefangene und Zwangsarbeiter zurück, die vor allem aus der Sowjetunion stammten. Am 10. November 1944 wurden im Umfeld der Geschützbatterien 133 sowjetische Kriegsgefangene hingerichtet. Die Toten wurden in einem Massengrab bei Gravdal an der Ostseite des Plateaus beigesetzt.

## Heute
Die militärische Nutzung des Forts durch die norwegische Armee endete 1961. 1993 wurde die Kvarven Fort der Öffentlichkeit zugänglich gemacht. Die Festung ist sowohl bei Einwohnern und Touristen als Ausflugsziel beliebt. Für Wanderer dient das Areal als Zugang nach Lyderhorn und Ørnafjellet.